# Nico Megerle
Nico Megerle (ur. 2000) – niemiecki zapaśnik walczący w stylu wolnym. Zajął 21. miejsce na mistrzostwach świata w 2021. 
Ósmy na mistrzostwach Europy w 2025. Dziesiąty w indywidualnym Pucharze Świata w 2020.
Mistrz Niemiec w 2024; drugi w 2018, a trzeci w 2019 roku.